# Helena Opiełka
Helena Opiełka (ur. 1 stycznia 1917 w Bielszowicach, zm. 15 lutego 1943 w KL Auschwitz) – polska nauczycielka, harcerka, działaczka Związku Walki Zbrojnej.

## Życiorys
Urodziła się 1 stycznia 1917 roku w Bielszowicach (późniejsza część Rudy Śląskiej) w rodzinie górnika Alojzego i Otylii. Po ukończeniu seminarium nauczycielskiego w Krakowie pracowała jako nauczycielka Publicznej Szkoły Powszechnej w Brennej i była drużynową Związku Harcerstwa Polskiego. Z zamiłowania uprawiała turystykę.
W okresie niemieckiej okupacji podczas II wojny światowej, w październiku 1939 roku związała się z konspiracją, zaprzysiężona przez Bolesława Wiechułę. Była łączniczką Inspektoratu Rejonowego Katowice i Komendy Okręgu Śląskiego Związku Walki Zbrojnej. Kolportowała konspiracyjną prasę. Od końca 1940 roku ze względu na zagrożenie w miejscu zamieszkania rodziców pracowała w fabryce obuwia w Otmęcie.
Aresztowano ją 15 sierpnia 1941 roku. Więziono ją w Mysłowicach. Odmówiła podpisana Volkslisty (funkcjonariusz Gestapo Fritz Stolz proponował jej zwolnienie za podpisanie Volkslisty i zerwanie narzeczeństwa Władysławem Wiechułą). Zmarła 15 lutego 1943 roku w KL Auschwitz na tyfus.